# Sombreffe
Sombreffe (valonă Sombrefe) este o comună francofonă din regiunea Valonia din Belgia. Comuna Sombreffe este formată din localitățile Sombreffe, Boignée, Ligny și Tongrinne. Suprafața sa totală este de 35,78 km². La 1 ianuarie 2008 comuna avea o populație totală de 7.801 locuitori. 